# Eurystyles gardneri
Eurystyles gardneri är en orkidéart som först beskrevs av John Lindley, och fick sitt nu gällande namn av Leslie Andrew Garay. Eurystyles gardneri ingår i släktet Eurystyles och familjen orkidéer. Inga underarter finns listade i Catalogue of Life.